# Antonio de Solís y Rivadeneyra

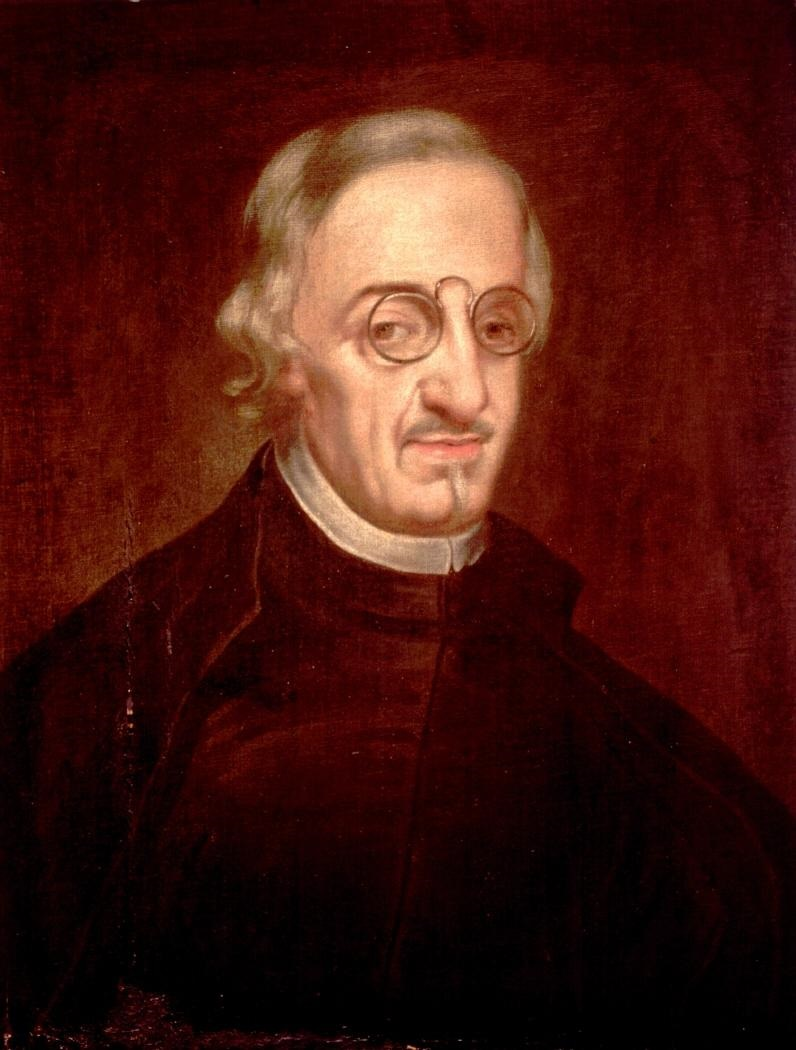
Antonio de Solís y Rivadeneyra (c.1660), tillskrivas Juan de Alfaro y Gámez. Museo Lázaro Galdiano, Madrid.

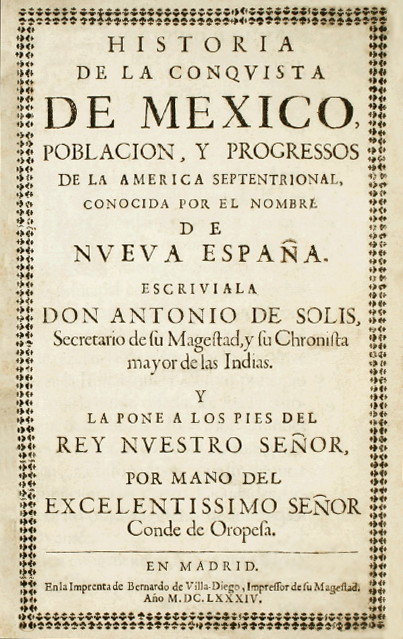
Historia de la conquista de México. Madrid: 1684.

Antonio de Solís y Rivadeneyra (även Ribadeneyra), född den 18 juli 1610 i Alcalá de Henares, död den 19 april 1686 i Madrid, var en spansk författare.
Solís y Rivadeneyra, som mot slutet av sitt liv var romersk-katolsk präst, var statssekreterare under Filip IV och blev senare kunglig indisk historiograf (Cronista Mayor de Indias). Han spred glans över Karl II:s regering genom sina stilenliga dramer, bland vilka bör nämnas El amor al uso, ett lustspel, bearbetat på franska av Thomas Corneille, Un bobo hace ciento och El doctor Carlino. Ämnet till novellen La gitanilla de Madrid är hämtat från Miguel Cervantes Preciosa. Solís y Rivadeneyra skrev ett stort antal loas, sainetes med mera samt de postumt utkomna Varias poesias, sagradas y profanas (1692) och Cartas familiares (1737, utgivna av Gregorio Mayans y Siscar). Trots att Solís y Rivadeneyra levde mitt uppe i gongorismen, varav hans poesi också är påverkad, är hans prosa förunderligt klar och ren. Solís y Rivadeneyras huvudverk är emellertid hans Historia de la conquista de Méjico (1684), som enligt Adolf Hillman i Nordisk familjebok "är ett mönster i framställningskonst, full af dramatiskt lif, spännande äfventyr och intressanta karaktärsteckningar". Hans verk finns i Rivadeneiras Biblioteca de autores españoles, band 13, 23, 28 och 42.